# Sónen Szarutobi Szaszuke
A Sónen Szarutobi Szaszuke (少年猿飛佐助; Hepburn: Shōnen Sarutobi Sasuke, ’A fiú Szarutobi Szaszuke’) 1959-ben bemutatott japán animációs kalandfilm, amely a Toei Animation gyártásában készült. A Toei második mozifilmje a Hakudzsaden után.
A japán filmszínházak 1959. december 25-én mutatták be. A Metro-Goldwyn-Mayer forgalmazásában 1961. június 22-én került az amerikai mozikba Magic Boy címmel. Ez volt a második anime film, ami eljutott az Egyesült Államokba is. Japánban 1985. szeptember 21-én VHS-en, 2002. július 21-én pedig DVD-n is megjelent. Észak-Amerikában a Warner Bros. forgalmazza DVD-n 2014. július 21. óta.

## Cselekmény
A középkori Japánban egy Szaszuke nevű fiú a nővérével él az erdő mélyén néhány fiatal, különböző fajokhoz tartozó állattal. Egy nap az egyik őzet elragadja egy sas és egy tóba dobja. Szaszuke és egy másik őz beleugrik a vízbe, hogy megmentsék, de egy hatalmas szalamandra felfalja. Szaszuke meg próbál küzdeni a szörnyeteggel, de alulmarad. Mikor a szörny elhagyja a tavat, felfedi valódi alakját: ő egy Jakusa nevű női alakot öltő démon.
Szaszuke nővére elmeséli a fiúnak, hogy Jakusát egy nagyhatalmú varázsló változtatta szalamandrává évezredekkel ezelőtt. Azonban most már elég erővel rendelkezik, hogy újra felöltse eredeti alakját, és a terror uralmát fogja elhozni Japánra, ha nem állítják meg. Szaszuke úgy dönt, felkeres egy varázslómestert, hogy megtanuljon harcolni Jakusa ellen, hogy megmenthesse Japánt és megbosszulhassa kedvence halálát.

## Szereplők
| Szereplő             | Japán hang          |
| -------------------- | ------------------- |
| Szarutobi Szaszuke   | Mijazaki Teruo      |
| Omon Jajamata        | Akagi Harue         |
| Ojú                  | Szakuramacsi Hiroko |
| Szanada Jukimura     | Nakamura Kacuo      |
| Tozava Hakuun mester | Uszuda Kendzsi      |
| Okera no Kinta       | Itó Rjóei           |
| Batta no Mijosi      | Szakai Sundzsi      |
| Okei-csan            | Macusima Tomoko     |
| Gonkuró              | Josida Josio        |
| kapuőr               | Ivata Kazuo         |

## Az MGM változata
A Metro-Goldwyn-Mayer angol nyelvű változatában elhagyták az eredeti japán nyelvű dalokat. A változat készítői úgy gondolták, hogy előnyösebb, ha Szaszukét hős szamurájként azonosítják, szemben a negatív megítélésű, „kém és orgyilkos” nindzsával. Emiatt helytelenül állították, hogy a The Adventures of the Little Samurai volt a film japán címe.

## Videójáték
Egy videójáték is megjelent Sónen Szarutobi Szaszuke címmel (ismert Sasuke Ninja Boy címen is) a Sunsofttól Super Famicomra 1994-ben.

## Fogadtatás
Jerry Beck animációtörténész szerint a filmben megmutatta a Toei Animation azon törekvéseit, hogy a „Disney módszereit használva mutasson be egy klasszikus népmesét, zenével és rengeteg aranyos állattal”. Jonathan Clements és Helen McCarthy elhibázottnak vélik a filmet, amelyben néhány művész, aki korábban sosem dolgozott animén, keveri a nindzsa akciót az igen sajátos szemléletű munkájával.